# Quest (módulo da ISS)

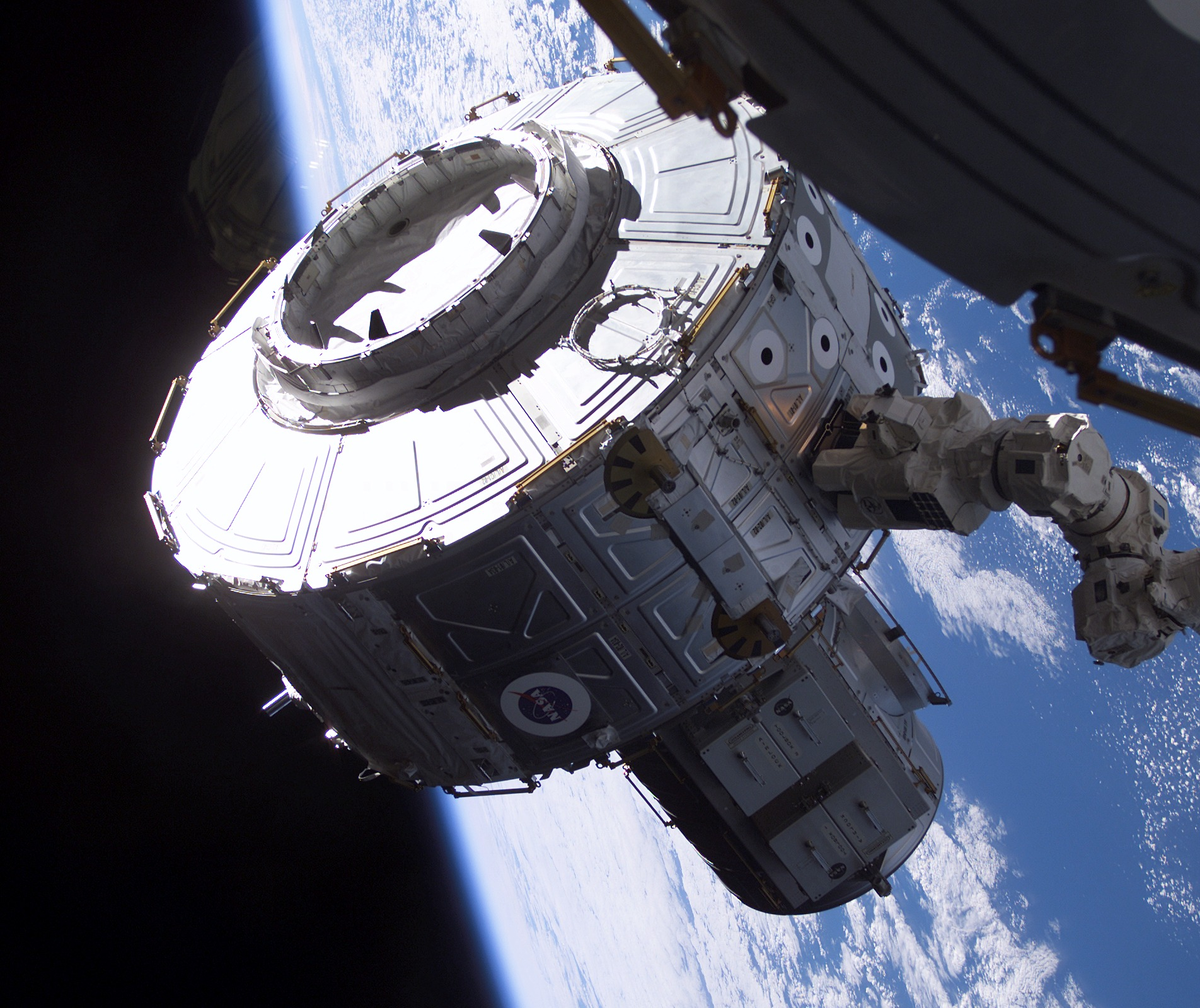
Módulo Quest Joint Airlock (NASA)

Quest (antes Joint Airlock Module) é um módulo pressurizado tipo eclusa de ar criado para ser o embarcadouro principal da Estação Espacial Internacional, da qual ele é a eclusa principal. Ele consiste em duas câmaras cilíndricas fixadas de ponta a ponta por uma antepara com uma escotilha de conexão. Foi criado para permitir atividades extraveiculares tanto de astronautas com trajes espaciais tipo Unidade de Mobilidade Extraveicular, usados pelos astronautas da NASA, da ESA, da JAXA e da Agência Espacial Canadense quanto para os trajes tipo Orlan, usados pelos cosmonautas da Roscosmos. Antes do acoplamento do módulo na estação, as atividades extraveiculares russas eram iniciadas a partir do módulo de serviço Zvezda, enquanto para os norte-americanos elas eram possíveis apenas quando o ônibus espacial estava acoplado à estação. Ele foi instalado em julho de 2001 pela tripulação da missão STS-104 Atlantis. Em setembro do mesmo ano, a acoplagem do módulo Pirs criou uma segunda eclusa de onde caminhadas espaciais feitas com o traje espacial russo Orlan podem ser iniciadas.

## Design
O módulo consiste de dois segmentos: a "eclusa de equipamentos", onde são guardados os trajes espaciais e os equipamentos e a "eclusa da tripulação" de onde os astronautas podem sair para o espaço. Ele é derivado da eclusa do ônibus espacial, com uma mudança fundamental que permite a perda de menos gás atmosférico quando usado, e foi acoplado ao mecanismo comum de atracamento do módulo Unity durante a expedição STS-104. Possui suportes para quatro tanques de gás de alta pressão, dois contendo oxigênio e dois contendo nitrogênio, o que proporciona reabastecimento atmosférico para o lado americano da estação espacial, mais especificamente para o gás perdido após a abertura de uma escotilha durante uma caminhada espacial. O Quest era necessário porque os trajes espaciais americanos não cabiam através da passagem das escotilhas russas e tem diferentes componentes, encaixes e conexões. A câmara foi projetada para conter equipamentos que podem trabalhar com ambos os tipos de trajes espaciais.

## Técnica do "acampamento"
O Quest cria um meio-ambiente onde os astronautas podem "acampar" antes de uma caminhada espacial numa atmosfera com nitrogênio reduzido, para purgar o nitrogênio de sua corrente sanguínea e evitar a náusea da descompressão na atmosfera de oxigênio puro de baixa pressão (4,3 psi, 30 kPa) do traje espacial. O método anterior de preparação para caminhadas espaciais envolvia respirar oxigênio puro por várias horas antes de uma AEV para purgar o corpo de nitrogênio. Em abril de 2006, o comandante da Expedição 12, William McArthur Jr., e o engenheiro de voo da Expedição 13, Jeffrey Williams, testaram um novo método de se preparar para as caminhadas no espaço, "acampando" ou passando a noite no Quest. Na câmara, a pressão foi reduzida de 14,7 para 10,2 psi normais (101 a 70 kPa). Quatro horas dentro do período de sono da tripulação da Expedição 13, um sinal de erro fez com que os controladores da missão interrompessem a atividade, mas o teste ainda assim foi considerado um sucesso. As atividades norte-americanas de caminhadas no espaço a partir daí passaram a empregar a técnica de pré-respiração "acampamento".

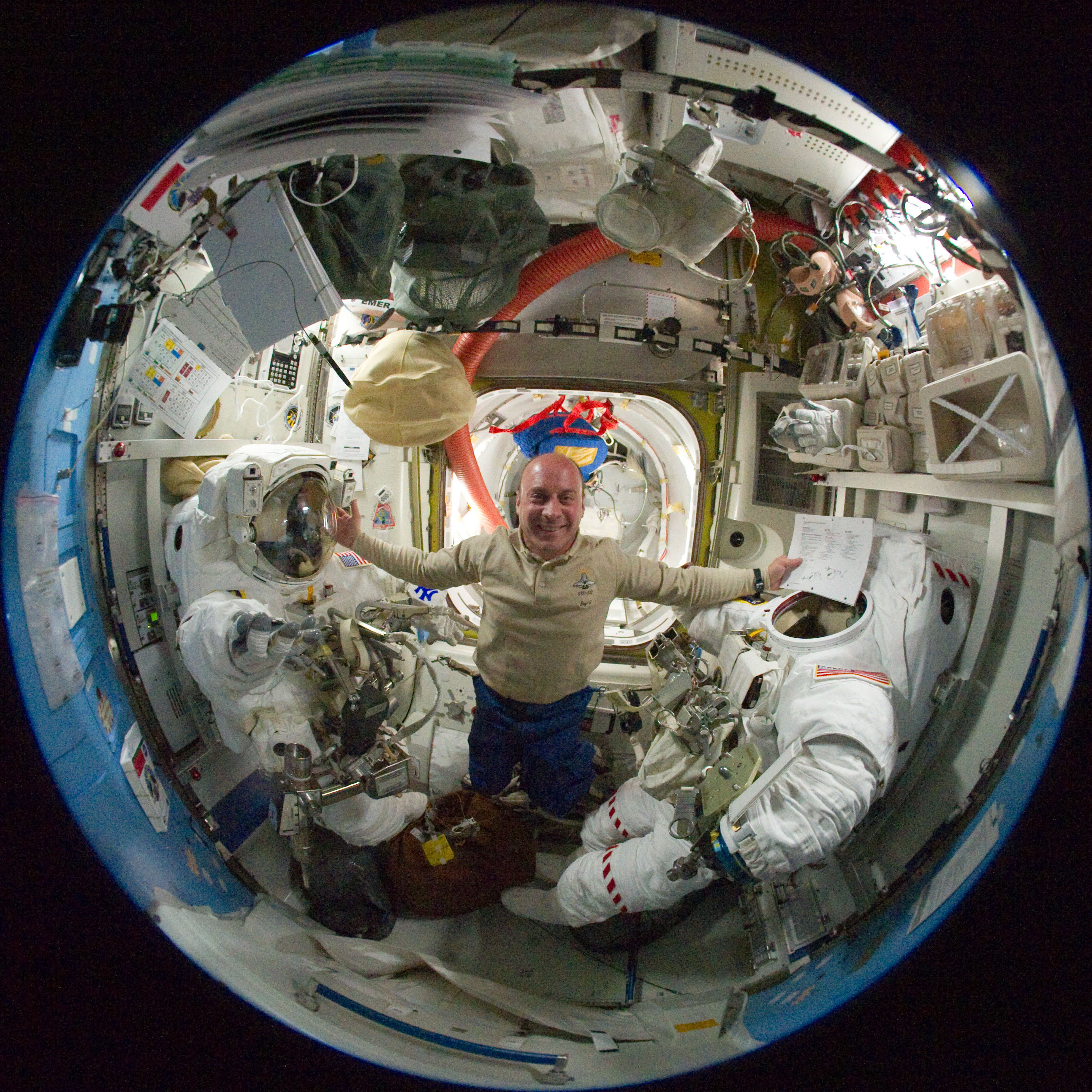
Astronauta dentro do módulo.

## Especificações
- Material: alumínio
- Comprimento: 5,5 m
- Diâmetro: 4 m
- Peso: 6,064 kg
- Volume: 34 m³ (1,200 ft³)[1]